# 築地
築地（つきじ）は、東京都中央区の地名で、旧京橋区に当たる京橋地域内である。現行の行政地名は築地一丁目から築地七丁目。住居表示実施済区域。

## 概要
明治より京橋区役所や現在の中央区役所が置かれ、中央区・京橋地域の行政的中枢を担ってきた。そのため警察署、郵便局（旧集配局）など行政機関が集中している。東京湾の河口部に面している土地柄、日本海軍や中央卸売市場（築地市場）など、海に関連する施設が存在した。1869年には築地鉄砲洲（現在の湊から明石町）に外国人居留地も設けられた。地域名の京橋を冠して京橋築地とも呼ばれている。
北に新富および入船、東に明石町および隅田川対岸の勝どき、南に浜離宮庭園および港区東新橋、西に銀座が位置する。明石町・入船・新富同様、域内に「銀座」「東銀座」を名乗るマンションやビルが少なくない。

## 地理
京橋地域の南部に位置する。
河川・橋
- 隅田川
  - 勝鬨橋
  - 築地大橋

## 歴史

### 埋立地
「築地」は元来埋立地の意味で、東京築地も埋立地である。江戸時代、1657年（明暦3年）の明暦の大火の際に焼失した浅草御門南の西本願寺（現在の築地本願寺）の代替地として佃島の住人によってこの土地が造成された。その後、浄土真宗の寺院や墓地が次々と建立され、周辺は寺町のようになった。ほかの地域は武家屋敷が数多く立ち並んでいた。

### 外国人居留区
1869年には築地鉄砲洲（現在の湊から明石町）に外国人居留地も設けられた。このことから在日アメリカ人子弟向けの学校であるアメリカンスクール・イン・ジャパンの校舎が1902年の開校時に設けられていた。また、中津藩藩士福澤諭吉が蘭学塾（慶應義塾）を開いた場所でもある。

### 海軍関係施設
江戸時代末期、江戸幕府は軍事力増強を目的として築地に講武所を設け、後に海軍部門の軍艦操練所を設置、勝海舟らが教授として赴任した。明治維新の後、大名屋敷や講武所跡は明治政府に接収され、太平洋戦争後に日本海軍が解散されるまで、主に海軍用地として使用された。過去に築地にあった日本海軍関係施設は以下の通り。

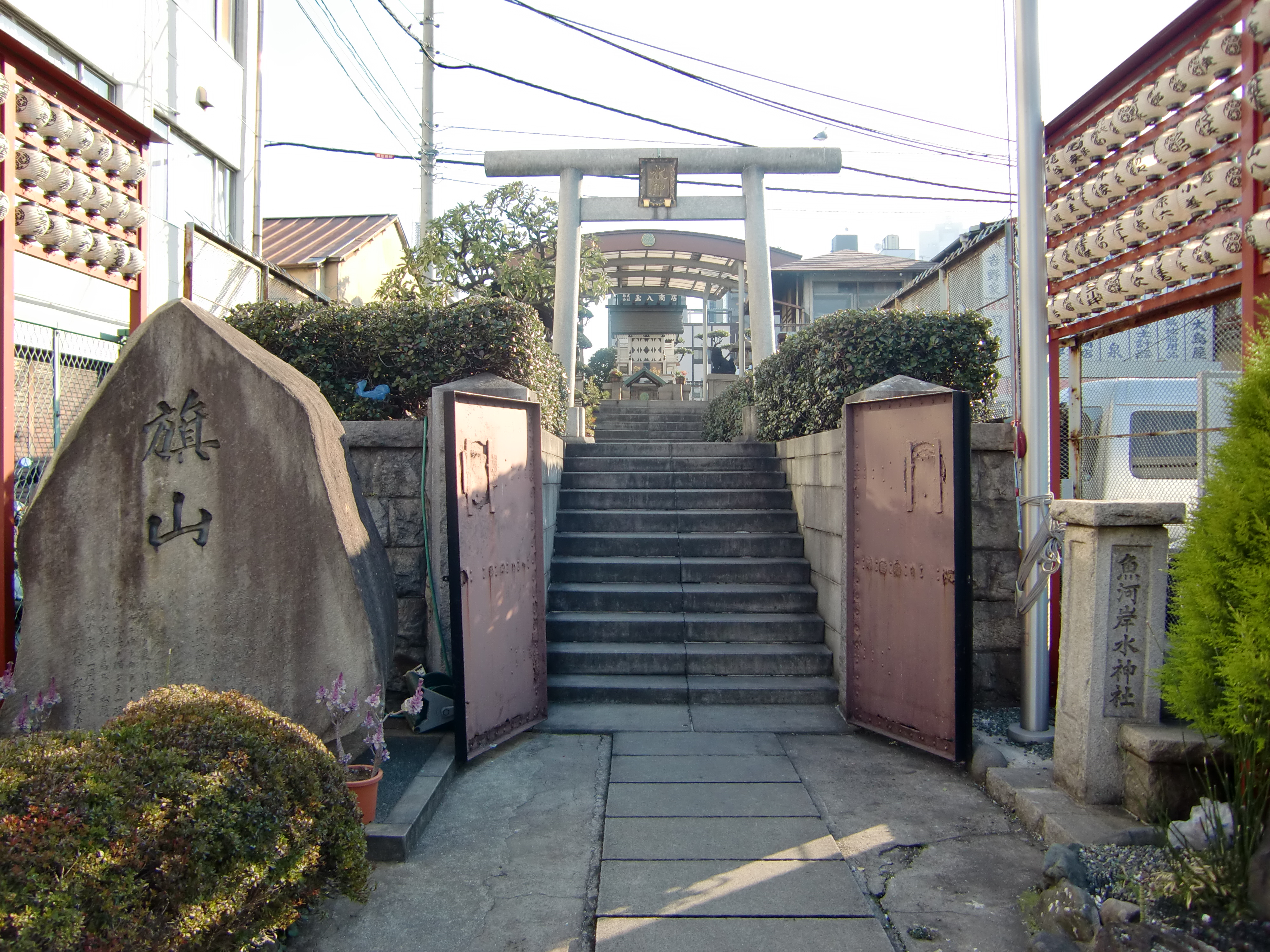
「旗山」の石碑（魚河岸水神社遥拝所境内にて2011年撮影）

- 海軍本省

1872年（明治5年）、元松平定信別邸のあった場所に創立。海軍卿旗を掲揚した浴恩園内の築山は「旗山」と呼ばれた。この地は後に築地市場となり、水神社遥拝所境内に海軍発祥の石碑として「旗山」の碑が設置された。
- 海軍兵学校

1869年（明治2年）、海軍操練所として元芸州蔵屋敷内に創立、翌年に海軍兵学寮に、さらに1876年（明治9年）に海軍兵学校と改称された。1887年（明治20年）に広島・江田島に移転された。
- 海軍軍医学校

1873年（明治6年）、海軍病院付属学舎として創立。1880年（明治13年）に廃校となるが、1882年（明治15年）に海軍医務局学舎として芝に再興され、1889年（明治22年）に海軍軍医学校と改称された。さらに1908年（明治41年）に築地に移転され、1929年（昭和4年）に築地五丁目に新築移転され、現在敷地は国立がん研究センター中央病院となっている。
- 軍艦操練所

1857年（安政4年）、江戸幕府が講武所内に軍艦教授所として開設。1859年、勝海舟が砲術教授となり改名。オランダから寄贈された「観光丸」（旧名「スンビン号」）で乗員訓練が行われた。
- 海軍経理学校

1888年（明治21年）、それまで芝山内天神谷にあった海軍会計舎を移転、1907年（明治40年）に改名。1932年（昭和7年）に勝鬨橋西詰に新築移転され、太平洋戦争終結後の1945年（昭和20年）に廃校となった。

### 区画整理
1923年、関東大震災が発生し、築地一帯は焼け野原となった。帝都復興計画に基づいて晴海通りや新大橋通りなどの大規模な道路の建設と区画整理が行われ、それに伴い多くの寺院が移転していった。復興が一段落した1935年には日本橋の魚河岸が築地の海軍用地に移転され、場外にも市場が形成された（築地場外市場）。

### 現在
第二次世界大戦中は築地市場の出荷が停止して閑散としていたが、1950年に出荷が再開されると築地はたちまち息を吹き返した。1966年7月1日に住居表示が実施された。
築地市場は敷地が手狭でトラックの駐車スペースなどが少なく、深夜早朝時には周辺道路にトラックの違法駐車が列をなして危険であった。施設の老朽化が進んでいたことから、卸売市場は2018年10月に豊洲市場（東京都江東区）へ移転。2020年以降跡地の再開発が計画されている。
卸売市場の豊洲移転後も、一般消費者も利用できる商店街である築地場外市場はそのまま残った。築地場外市場には中央区により生鮮食品の小売市場である築地魚河岸が設置され、食の街としての機能が維持されている。中央区は東京都心の一角であり、築地とその周辺には企業のオフィスやマンション、店舗が多い。ホテルも増えており、住民や来街者に加えて外国人を含む観光客も多く訪れおり、卸売市場の移転後も飲食店はにぎわっている。

### 町名の変遷
| 実施後     | 実施年月日   | 実施前（特記なければ各町名ともその一部）       |
| ---------- | ------------ | ---------------------------------------------- |
| 築地一丁目 | 1966年7月1日 | 築地一丁目、築地二丁目、築地三丁目             |
| 築地二丁目 | 1966年7月1日 | 築地一丁目、築地二丁目、築地三丁目             |
| 築地三丁目 | 1966年7月1日 | 築地一丁目、築地二丁目、築地三丁目             |
| 築地四丁目 | 1966年7月1日 | 築地四丁目（全域）                             |
| 築地五丁目 | 1966年7月1日 | 築地五丁目（全域）                             |
| 築地六丁目 | 1966年7月1日 | 小田原町二丁目（全域）、小田原町三丁目（全域） |
| 築地七丁目 | 1966年7月1日 | 小田原町一丁目（全域）                         |
| 浜離宮庭園 | 1966年7月1日 | 築地六丁目（全域）                             |

## 世帯数と人口
2023年（令和5年）1月1日現在（中央区発表）の世帯数と人口は以下の通りである。
| 丁目       | 世帯数    | 人口    |
| ---------- | --------- | ------- |
| 築地一丁目 | 605世帯   | 888人   |
| 築地二丁目 | 772世帯   | 1,107人 |
| 築地三丁目 | 619世帯   | 945人   |
| 築地四丁目 | 502世帯   | 667人   |
| 築地五丁目 | 316世帯   | 391人   |
| 築地六丁目 | 1,088世帯 | 1,889人 |
| 築地七丁目 | 1,914世帯 | 3,374人 |
| 計         | 5,816世帯 | 9,261人 |

### 人口の変遷
国勢調査による人口の推移。
| 年                 | 人口  |
| ------------------ | ----- |
| 1995年（平成7年）  | 4,372 |
| 2000年（平成12年） | 4,782 |
| 2005年（平成17年） | 5,795 |
| 2010年（平成22年） | 6,691 |
| 2015年（平成27年） | 7,975 |
| 2020年（令和2年）  | 8,599 |

### 世帯数の変遷
国勢調査による世帯数の推移。
| 年                 | 世帯数 |
| ------------------ | ------ |
| 1995年（平成7年）  | 2,132  |
| 2000年（平成12年） | 2,579  |
| 2005年（平成17年） | 3,538  |
| 2010年（平成22年） | 3,993  |
| 2015年（平成27年） | 5,010  |
| 2020年（令和2年）  | 5,355  |

## 学区
区立小・中学校に通う場合、学区は以下の通りとなる（2025年4月現在）。
| 丁目       | 番地 | 小学校                 | 中学校             |
| ---------- | ---- | ---------------------- | ------------------ |
| 築地一丁目 | 全域 | 中央区立京橋築地小学校 | 中央区立銀座中学校 |
| 築地二丁目 | 全域 | 中央区立京橋築地小学校 | 中央区立銀座中学校 |
| 築地三丁目 | 全域 | 中央区立京橋築地小学校 | 中央区立銀座中学校 |
| 築地四丁目 | 全域 | 中央区立京橋築地小学校 | 中央区立銀座中学校 |
| 築地五丁目 | 全域 | 中央区立京橋築地小学校 | 中央区立銀座中学校 |
| 築地六丁目 | 全域 | 中央区立京橋築地小学校 | 中央区立銀座中学校 |
| 築地七丁目 | 全域 | 中央区立明石小学校     | 中央区立銀座中学校 |

## 事業所
2021年（令和3年）現在の経済センサス調査による事業所数と従業員数は以下の通りである。
| 丁目       | 事業所数    | 従業員数 |
| ---------- | ----------- | -------- |
| 築地一丁目 | 247事業所   | 9,887人  |
| 築地二丁目 | 532事業所   | 7,850人  |
| 築地三丁目 | 278事業所   | 4,038人  |
| 築地四丁目 | 428事業所   | 5,533人  |
| 築地五丁目 | 162事業所   | 20,935人 |
| 築地六丁目 | 317事業所   | 4,803人  |
| 築地七丁目 | 161事業所   | 4,204人  |
| 計         | 2,125事業所 | 57,250人 |

### 事業者数の変遷
経済センサスによる事業所数の推移。
| 年                 | 事業者数 |
| ------------------ | -------- |
| 2016年（平成28年） | 3,139    |
| 2021年（令和3年）  | 2,125    |

### 従業員数の変遷
経済センサスによる従業員数の推移。
| 年                 | 従業員数 |
| ------------------ | -------- |
| 2016年（平成28年） | 54,091   |
| 2021年（令和3年）  | 57,250   |

### 主な企業
- 朝日新聞東京本社・浜離宮朝日ホール
- 日刊スポーツホールディングス・日刊スポーツ新聞東京本社
- 日刊建設工業新聞社本社（浜離宮パークサイドプレイス内）
- 北國新聞東京支社
- 共同テレビジョン本社（浜離宮パークサイドプレイス内）
- 松竹本社
- ニチレイ本社（ニチレイ東銀座ビル内）
- 三井E&S本社
- テーブルマーク本社
- 佃權本社
- 住友生命保険東京本社（登記上の本店は大阪市中央区）
- 阪和興業東京本社（登記上の本店は大阪市中央区）
- マルシンフーズ東京事務所 - 築地KYビル内

## 地域
公的機関
- 中央区役所
- 警視庁築地警察署
- 国立がん研究センター中央病院
- 築地市場
- 東京国税局
  - 査察部
- アルバニア大使館（北國新聞ビル4階）
- 京橋郵便局・晴海郵便局京橋分室
- ゆうちょ銀行京橋店

教育
- 中央区立京橋築地小学校・京橋朝海幼稚園
- 中央区立築地保育園

## 観光
名所
- 築地市場
- 築地魚河岸
- 東京劇場
- 波除稲荷神社
- 築地本願寺

史跡
- アメリカンスクール・イン・ジャパン - 1902年の設立当時、校舎があった。
- 築地小劇場跡
- 小林多喜二拷問死の地

## 交通
鉄道
- 都営地下鉄大江戸線  築地市場駅
- 東京地下鉄日比谷線  築地駅
- 東京地下鉄有楽町線  新富町駅

道路
- 東京都道・千葉県道50号東京市川線（新大橋通り）
- 東京都道304号日比谷豊洲埠頭東雲町線（晴海通り）

首都高速道路・出入口
- 首都高速都心環状線
- 新富町出口
- 銀座出入口

## 画像一覧

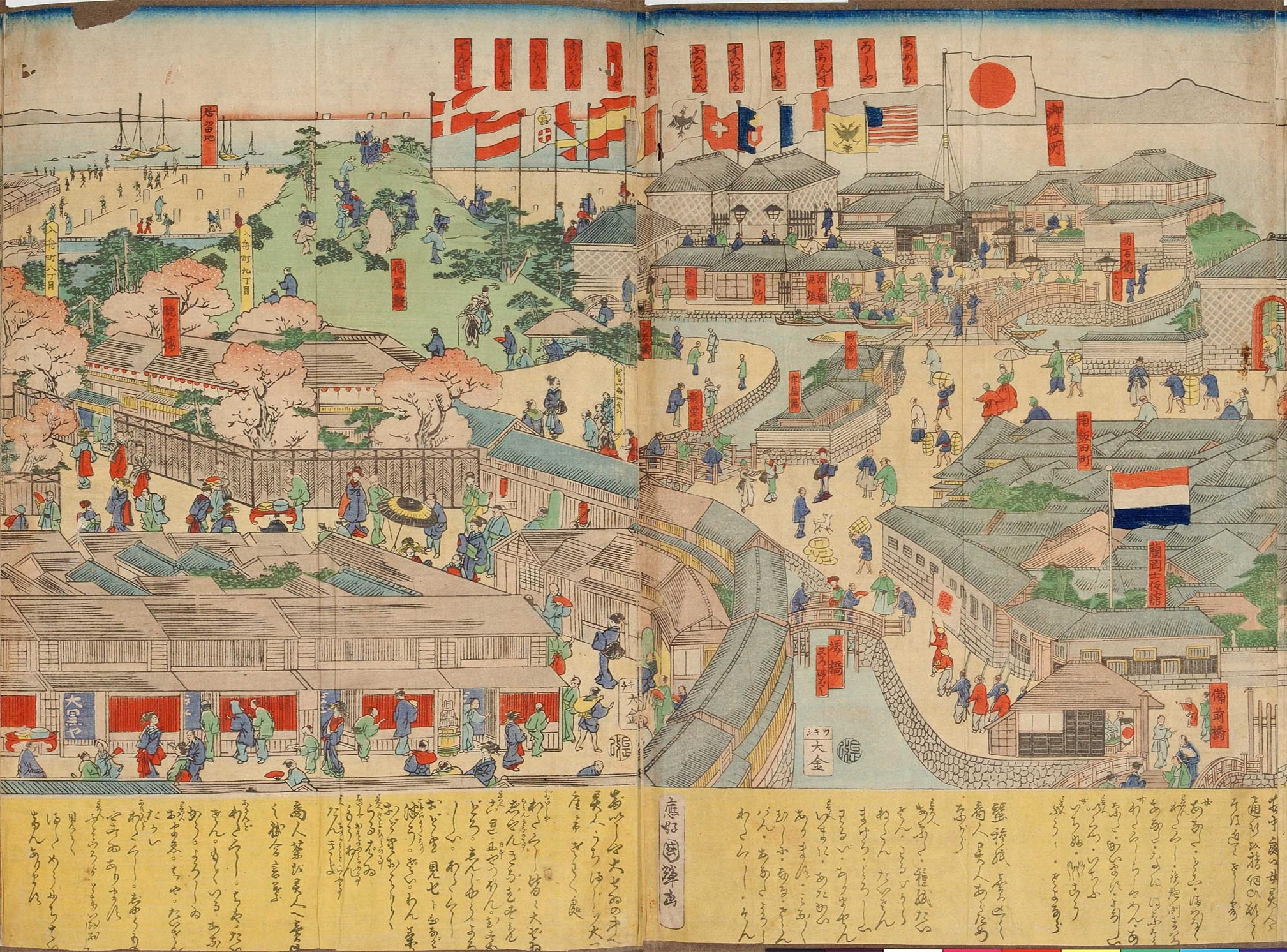
1862年（文久2年）江戸築地鉄砲洲外国人居留区全景。慶應義塾大学発祥、画面中央左側、築山下の平地。
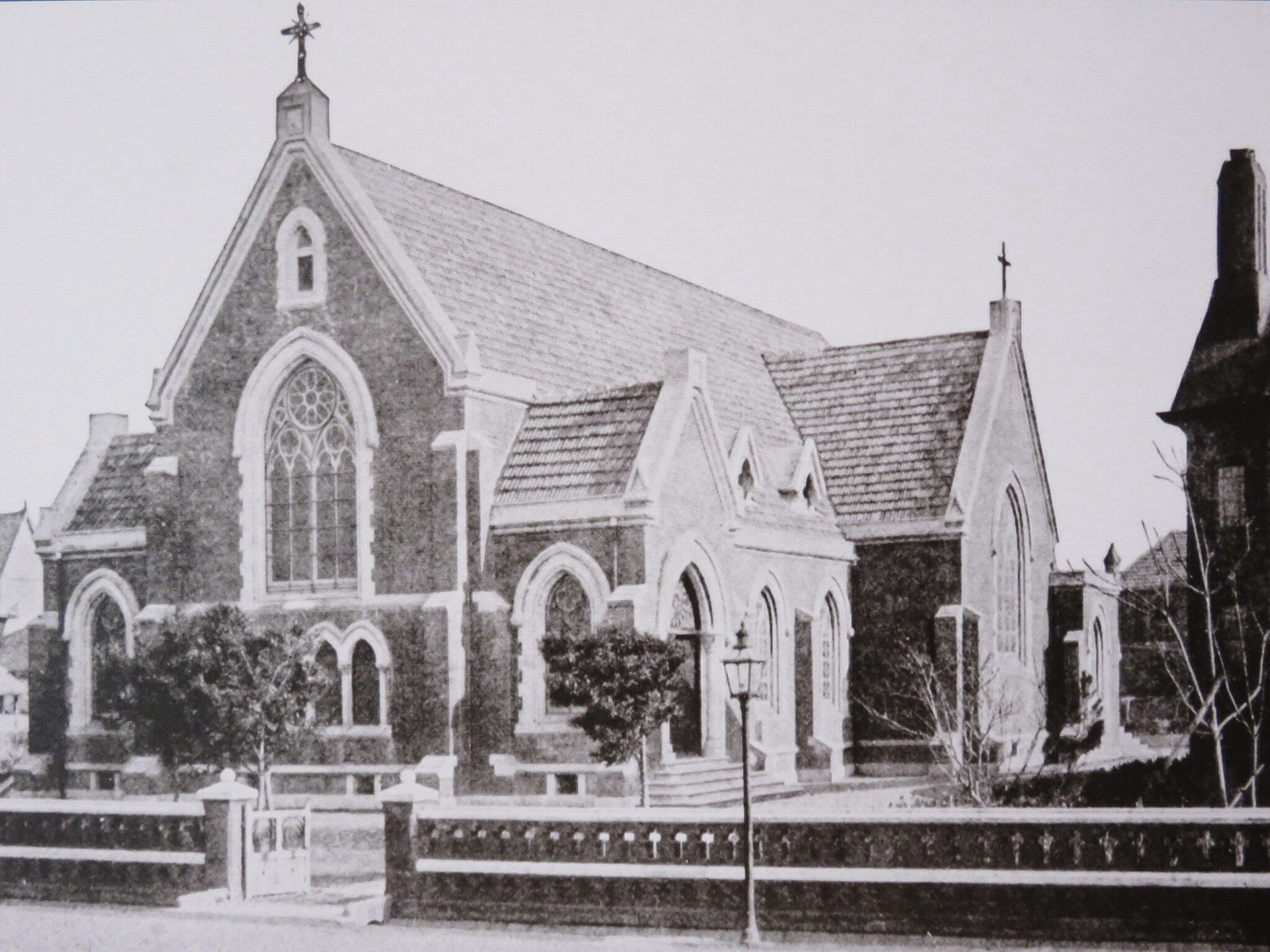
聖三一大聖堂（ジェームズ・ガーディナー設計）
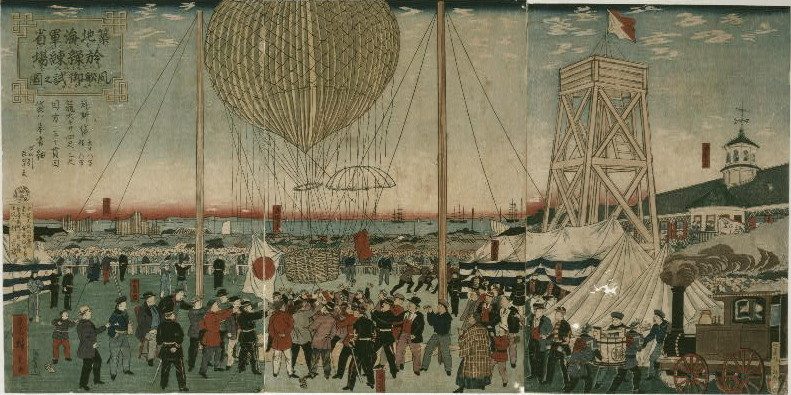
築地海軍省鍛錬場における気球試験の浮世絵
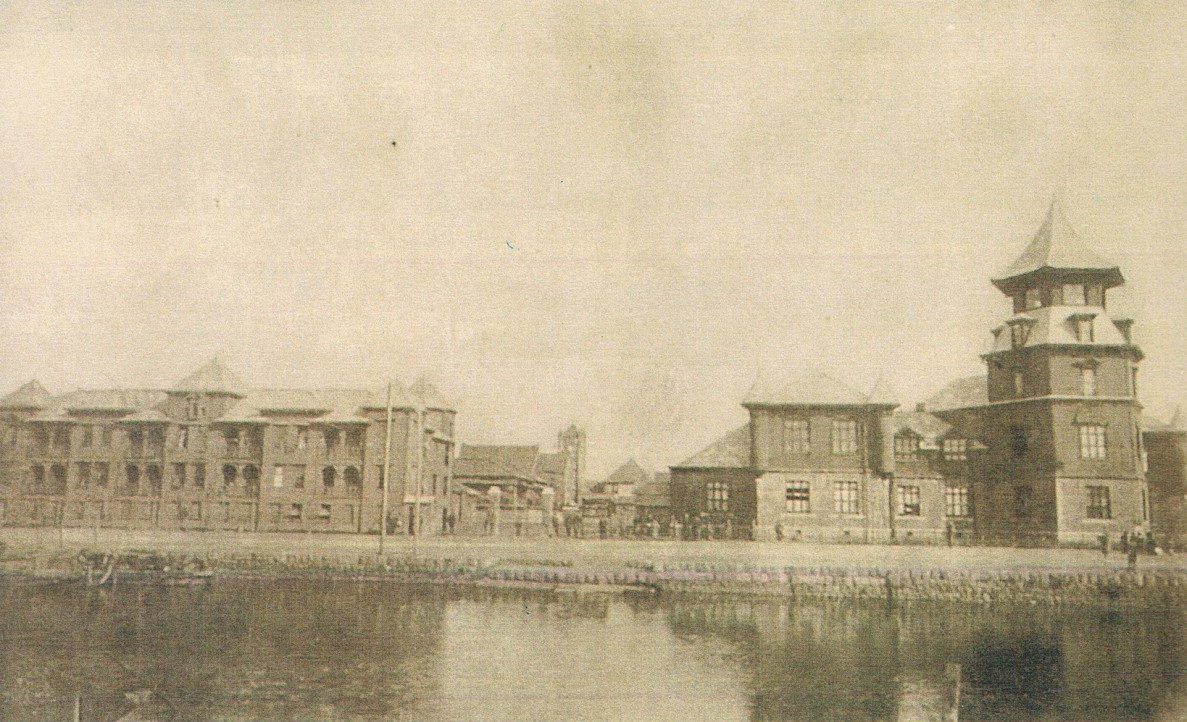
立教中学校（1899年）
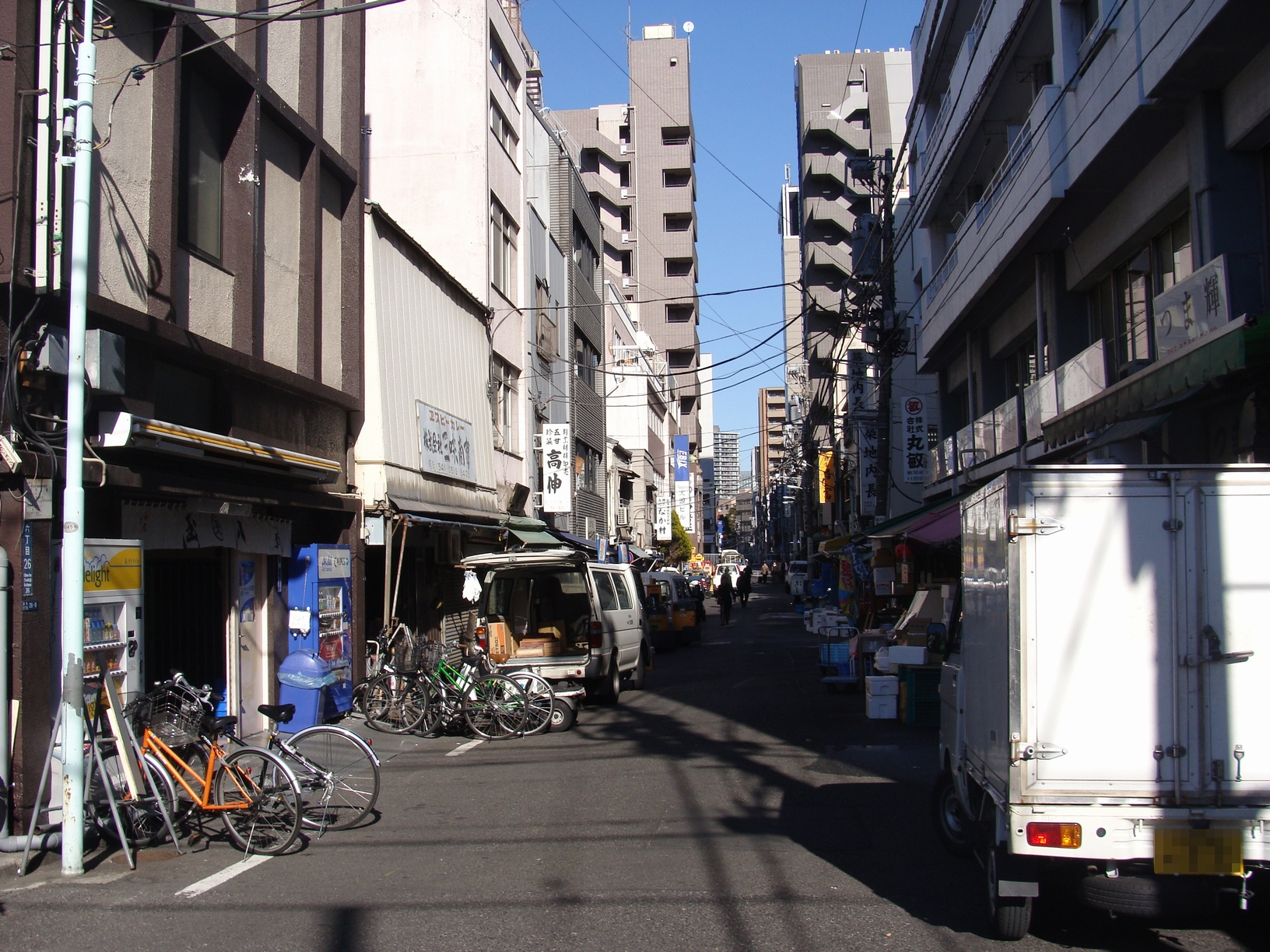
築地六丁目
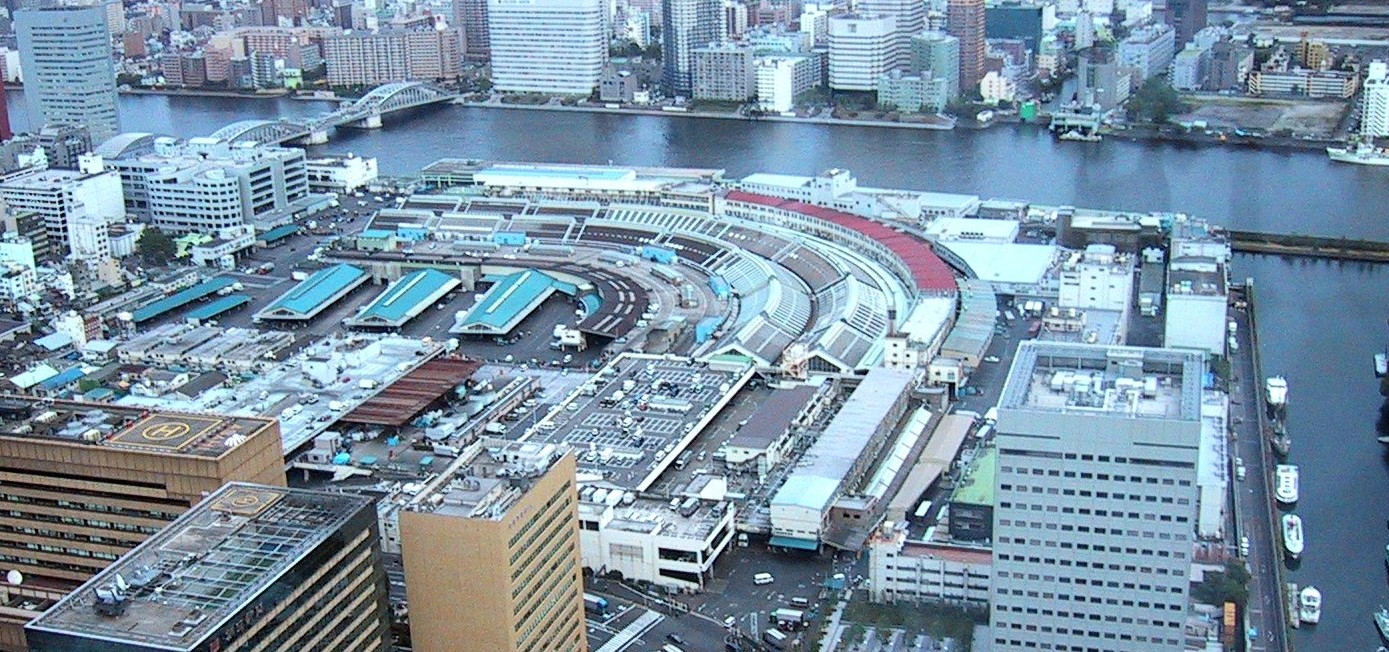
築地市場
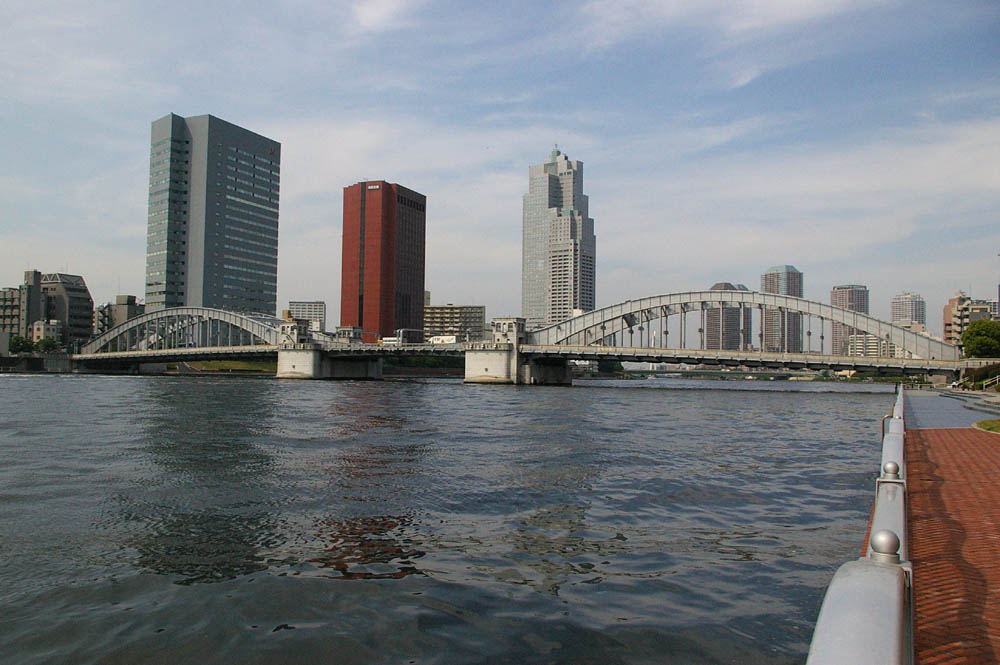
勝鬨橋
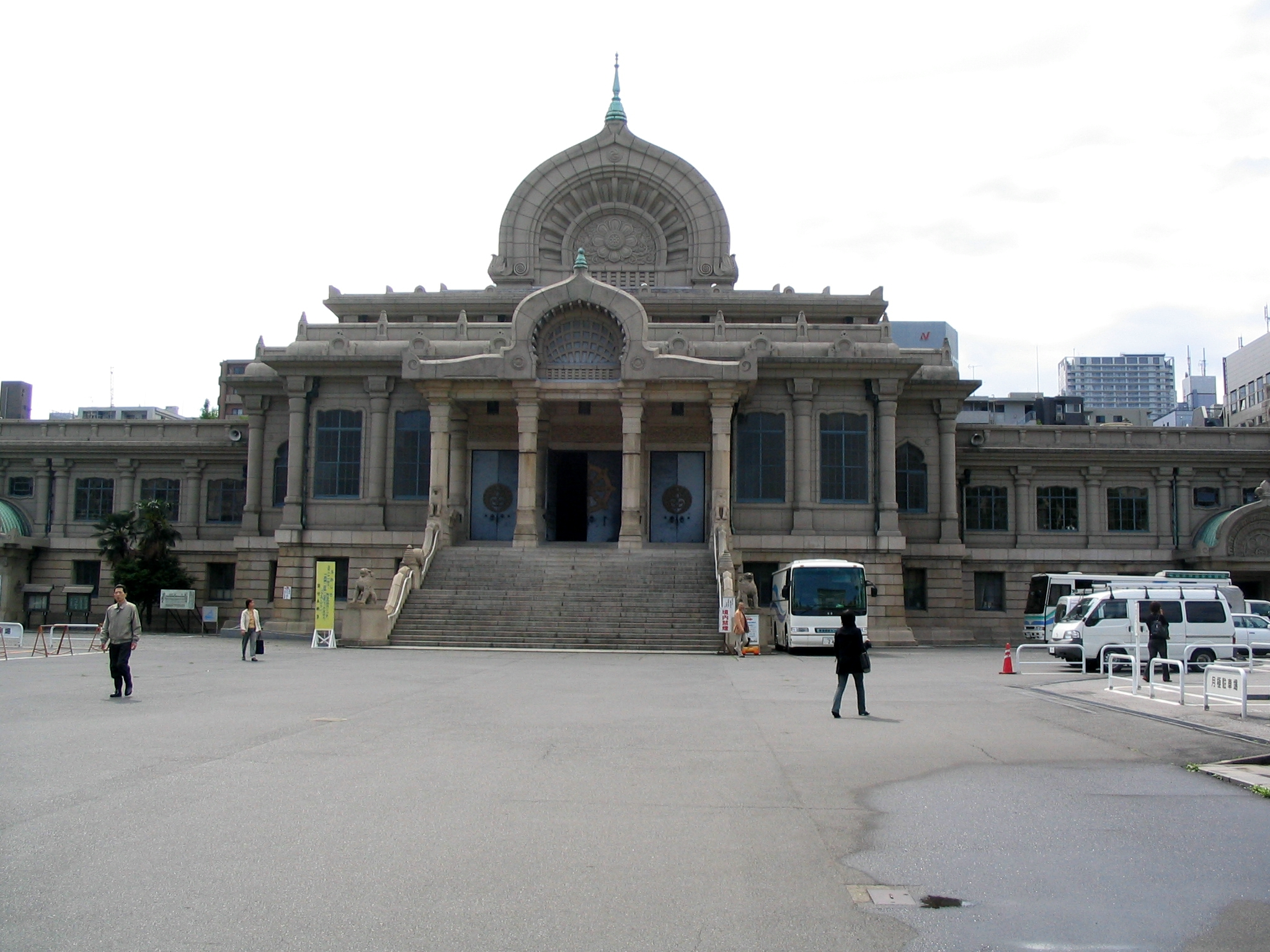
築地本願寺

## その他

### 日本郵便
- 郵便番号 : 104-0045[4]（集配局 : 晴海郵便局[20]）。